# Squalius prespensis
Squalius prespensis är en fiskart som först beskrevs av Fowler, 1977.  Squalius prespensis ingår i släktet Squalius och familjen karpfiskar. IUCN kategoriserar arten globalt som livskraftig. Inga underarter finns listade i Catalogue of Life.